# Dick Tol
Pour les articles homonymes, voir Tol (homonymie).
Dick Tol (né le 21 août 1934 à Volendam aux Pays-Bas et mort le 13 décembre 1973 à Amsterdam) est un footballeur néerlandais.